# Фанендо Аді
Фанендо Аді (англ. Fanendo Adi, 10 жовтня 1990, Лагос) — нігерійський футболіст, нападник.

## Біографія
Виступав за молодіжну команду «Юніон Банк». Потім грав за «Лагос Айлендерс».
У 2009 році перейшов в словацький «Тренчин». У сезоні 2009/10 його команда посіла 2 місце у Першій лізі Словаччини, поступившись лише «ВіОну». У наступному сезоні за клуб Аді забив 11 голів в 17 матчах. Після цього гравцем цікавилися нідерландські «Феєнорд» і «Гронінген». Взимку 2011 року Аді побував на перегляді в амстердамському «Аяксі».
У лютому 2011 року підписав трирічний контракт з донецьким «Металургом». У команді Аді отримав 22 номер, під яким він грав в «Тренчині». Фанендо Аді був куплений «Металургом» як заміна Мусавенкосі Мгуні, який пішов у російський «Терек». У команді дебютував 20 лютого 2011 року в товариському матчі на зборах в Туреччині проти білоруського «Мінська» (0:1), Аді вийшов на 70 хвилині замість Джуніора Мораеса. У Прем'єр-лізі України дебютував 12 березня 2011 року в домашньому матчі проти «Севастополя» (1:0), Аді вийшов на 78 хвилині замість Чіпріана Тенасе. В останньому 30 турі чемпіонату України проти луцької «Волині» (1:3), Аді забив перший гол за клуб у ворота Віталія Неділько.
У червні 2011 року Аді був запрошений на перегляд в київське «Динамо». На зборі в Австрії він отримав мікротравму передньої поверхні стегна, через яку він вибув більш ніж на два тижні. Курс лікування він проходив у Києві. Незважаючи на травму «Динамо» орендувало Аді до кінця 2011 року.
По завершенні терміну оренди на початку 2012 року перейшов у «Таврію», підписавши з клубом контракт на 4,5 роки.
Влітку 2012 року повернувся в «Тренчин», де і розпочинав європейську кар'єру.

## Досягнення
- Срібний призер Першої ліги Словаччини: 2010
- Кубок МЛС (2): 2014/15, 2019/20